# Ракетный удар по Днепру 21 ноября 2024 года
Утром 21 ноября 2024 года в ходе вторжения в Украину российские войска нанесли очередную ракетную атаку по городу Днепр, используя ракеты разных типов. По словам украинских военных, в ходе атаки были использованы семь ракет Х-101 и одна Х-47М2 «Кинжал».
Для атаки Россией была впервые применена новая баллистическая ракета средней дальности, разработанная как носитель ядерных боеголовок. Представители Украины заявляли о применении межконтинентальной баллистической ракеты.

## Предыстория
18 ноября 2024 года спикер Госдумы Вячеслав Володин анонсировал применение по территории Украины «нового оружия».
Утром 20 ноября 2024 года американское посольство в Украине приостановило свою деятельность и опубликовало предупреждение для американских граждан в Украине, где сообщалось о «конкретной информации» про готовящуюся масштабную воздушную атаку, которая должна была состояться в этот же день, 20 ноября. Так же поступили посольства Испании, Италии, Португалии, Греции и Канады, посольство Германии перешло на режим работы в «ограниченном режиме», а посольство Франции призвало граждан быть осторожными. Посольство Казахстана попросило своих граждан покинуть Украину или хотя бы территории вблизи ведущихся боевых действий. Посольства Польши и Великобритании не стали закрываться.
В МИД Украины опасения иностранных миссий назвали «информационным нагнетанием».
Весь день 20 ноября в Киеве распространялись панические настроения, а в соцсетях появилась информация о сверхмощной угрозе. Часть киевских компаний работали из бомбоубежищ, некоторых киевлян работодатели пораньше отпускали домой. ГУР МО Украины называл такие слухи дезинформацией. За тревогой, объявленной в ряде регионов в 14.00, воздушные атаки не последовали, и вскоре тревога была отменена.
На этом фоне в телеграм-каналах появилась информация о подготовке россиянами удара по Украине межконтинентальной баллистической ракетой РС-26 «Рубеж» — одной из наиболее засекреченных российских ракет. В телеграм-каналах сообщалось о том, что ракету развернули на полигоне Капустин Яр в Астраханской области.
Вечером президент Украины Владимир Зеленский в своем традиционном обращении к народу призвал к спокойствию, указав что «получившие распространение некоторые панические сообщения» выгодны только России. Он отмечал: «К предупреждениям о воздушных налетах нужно всегда прислушиваться. У нас такой сосед — безумный. Сегодня, на 1001-й день полномасштабной войны, Россия так же безумна, как и на 1000-й день и 24 февраля».

## Ход событий
21 ноября 2024 года около 5.30 утра по местному времени стало известно об ударе по Днепру ракетой Х-47М2 «Кинжал», которую запустил Миг-31 с территории Тамбовской области. Около 6.00 стало известно о пусках 7 ракет Х-101 бомбардировщиками Ту-95 c территории Волгоградской области.
Крылатые ракеты Х-101 проникли на территорию Украины через Черниговскую область, после чего через Киевскую и Полтавскую области атаковали город Днепр. Целью ударов были предприятия и критическая инфраструктура города. Также по городу был нанесён удар неустановленной баллистической ракетой. Украинские военные заявили, что сбили шесть ракет Х-101, а удары остальными ракетами «не имели существенных последствий». Согласно российским источникам целью атаки был ведущий украинский завод по производству ракетной техники Южмаш.

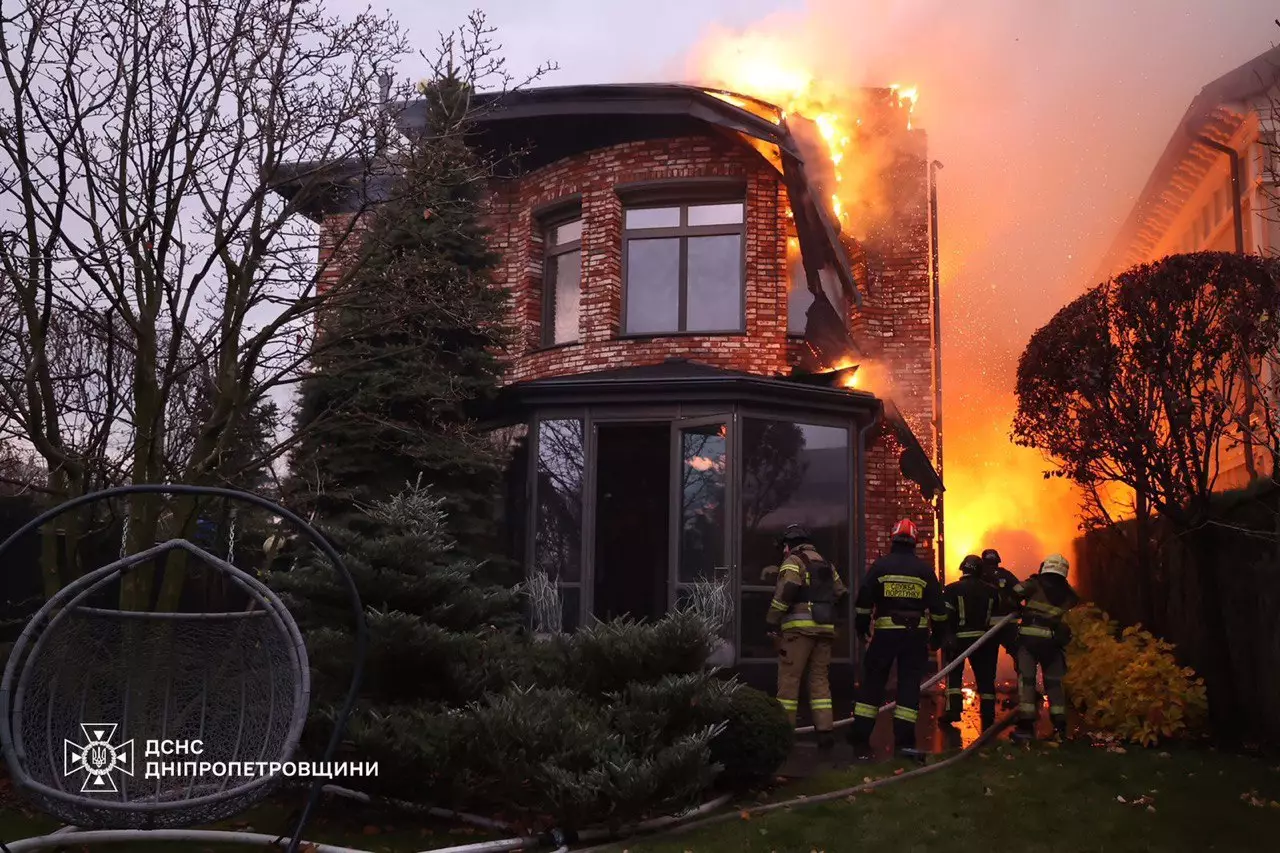
Дом в Днепре после удара

Глава Днепропетровской области Сергей Лысак заявил, что в результате российской атаки был поврежден промышленный объект, пострадало два частных дома, в одном из которых возник пожар. Ещё один пожар возник в гаражном кооперативе. Он сообщил о ранении двух человек: 57-летнего мужчины и 42-летней женщины. Также он сообщил о повреждении здания центра реабилитации инвалидов, однако находившиеся там люди не пострадали.
После утренней атаки в Киеве и Киевской области, а также в Одесской, Днепропетровской и Донецкой областях произошли экстренные отключения электричества.
Спустя несколько часов ВС РФ атаковали ракетой неизвестного типа город Кривой Рог Днепропетровской области. Там ранения получили 15 человек, было частично разрушено административное здание, повреждено 10 жилых домов.

## Сведения о применении нового типа ракеты
Для атаки по Днепру была применена стратегическая баллистическая ракета, ранее не применявшаяся в войне. Русская служба Би-би-си отметила, что несколько источников указали местом пуска полигон Капустин Яр в Астраханской области, что указало бы на дальность полёта ракеты в 800—850 километров. Украинские СМИ сообщали, что ракета преодолела расстояние из Астраханской области до Днепра менее, чем за пять минут. Украинская ПВО не смогла сбить данную ракету.
На опубликованных видеозаписях удара запечатлены шесть групп падающих светящихся объектов, образованных в результате разделения неядерной боеголовки, в каждой из которых было примерно по шесть объектов. Русская служба Би-би-си указала на то, что на видеозаписях не видны взрывы на земле, из чего было сделано предположение, что светящимися объектами являлись кинетические суббоеприпасы, которые могли не иметь наполнения и поразившие цель за счёт кинетической энергии, выделенной в результате столкновения.
Журналисты Радио «Свобода» отмечали, что среди обломков ракеты была обнаружена деталь с маркировкой ЦНИИАГ — российского предприятия, которое занимается разработкой и созданием высокоточных систем управления ракет, таких как «Искандер», «Тополь-М», «Булава». При этом обнаруженная деталь использовалась в ракетах Р-30 «Булава», что однако не исключает применение такого рода деталей и в ракетах других типов.

### Возможный тип ракеты
Вскоре после атаки по Днепру в американских и европейских изданиях начались дискуссии об использованном типе ракеты, и в частности о классификации РС-26 «Рубеж».
Журналисты Украинской службы Би-би-си отмечали, что публичном пространстве фигурировали варианты возможного типа ракеты: «Орешник», «Кедр» и модификация ракеты «Рубеж».

#### РС-26 «Рубеж»
Украинское издание Украинская правда с ссылкой на свои источники заявило, что россиянами была использована ракета РС-26 «Рубеж». О применении межконтинентальной баллистической ракеты 21 ноября заявил президент Украины Владимир Зеленский. Источники Би-би-си и CBS в администрации президента США не подтвердили информацию об использовании МБР.
По данным журналистов, разработка ракеты РС-26 «Рубеж», которая должна была служить носителем ядерных боеголовок, началась в 2006—2009 годах, а первое испытание произошло в 2011 годах. Ракета должна была встать на вооружение ещё в 2015—2016 годах, однако официально этого так и не случилось. В 2017 году проект «Рубеж» был закрыт, а Минобороны предпочло этому комплексу ракеты Искандер.
По данным украинского издания Defense Express, в 2012 году в ходе испытаний РС-26 «Рубеж» на космодроме Плесецк, ракета достигала дальности около 5800 км, что позволяло классифицировать её как межконтинентальную, что давало для России возможность избежать обвинений в нарушении ещё действовавшего ДРСМД. Аналогичное предположение о предельной дальности комплекса сделал военный обозреватель Би-би-си Илья Абишев. Дальнейшие испытания ракеты проводились на значительно меньшее расстояние — около 2000 км, что уже позволяло обвинить Россию в нарушении договора. Под американским индексом SS-X-31 ракета «Рубеж» классифицировалась как ракета средней дальности.
По данным Defense Express, РС-26 «Рубеж» создавалась как ракета средней дальности (РСД) в качестве «реинкарнации» РСД «Пионер». Принятие на вооружение ракет средней дальности позволило бы России угрожать ударом по любой точке в Европе, при этом освобождая МБР типа «Ярс», «Тополь» и «Воевода» для угрозы непосредственно США.
21 ноября 2024 представитель Пентагона Сабрина Сингх публично заявила, что Россия осуществила удар экспериментальной баллистической ракетой средней дальности, основанной на межконтинентальной РС-26 «Рубеж». Русская служба Би-би-си отметила, что независимо от Пентагона к аналогичному выводу пришли комментаторы и эксперты.

#### Ракета «Кедр»
22 ноября 2024 года Главное управление разведки Минобороны Украины заявило о том, что удар был нанесён экспериментальным ракетным комплексом «Кедр». Российское агентство ТАСС в декабре 2021 года сообщало о том, что была профинансирована научно-исследовательская работа над комплексом, а опытно-конструкторская работа по созданию комплекса должна была начаться на рубеже 2023—2024 годов. Русская служба Би-би-си назвала низкой вероятность того, что Россия могла бы создать совершенно новую баллистическую ракету такого класса за три года.

#### «Орешник»
Вечером 21 ноября 2024 года президент России Владимир Путин выступил с телеобращением, в котором он заявил, что для удара по Днепру была применена баллистическая ракета средней дальности «Орешник» в безъядерном оснащении. Озвученная Путиным гиперзвуковая скорость в 10 Махов соответствует обычной скорости падающих блоков баллистических ракет. Журналисты назвали это первым публичным упоминанием данной ракеты, более в открытом доступе о этой ракете не было никакой информации.
Русская служба Би-би-си отметила, что до 2019 года согласно ДРСМД разработка ракет средней дальности была запрещена, из чего следует, что либо Россия разработала ракету в очень краткие сроки, либо разрабатывала её в нарушение договора. Служба предположила, что ракета может быть твердотопливной, а разработчиком мог выступить Московский институт теплотехники. Ранее институт создавал ракеты, схожие с поразившей Днепр, например, РСД-10 «Пионер».
Аналитики украинского издания Defense Express предположили, что название «Орешник» могло быть дано РС-26 «Рубеж». Издание Defense Express отмечало, что для российской практики обычны «игры в нейминг», например ракета Х-101 проходила по российским внутренним документам как «Изделие 504».

## Реакции

### Россия
Утром 21 ноября во время брифинга официального представителя МИД РФ Марии Захаровой на её телефон поступил звонок, и говорящий сообщил ей: «По „Южмашу“ удар баллистическими ракетами, о чём западные СМИ стали говорить, не комментируем вообще».
Вечером того же дня президент России Владимир Путин выступил с телеобращением, посвященном запуску Россией гиперзвуковой баллистической ракеты средней дальности по Украине, сообщив, что россиянами для удара по Днепру была применена баллистическая ракета средней дальности «Орешник» в безъядерном гиперзвуковом оснащении.
Путин заявил, что удар был нанесён в ответ на разрешение союзников Украины применять ракеты ATACMS и Storm Shadow по военным объектам на территории России, однако согласно Reuters и The New York Times начальник Генштаба РФ Валерий Герасимов в телефонном разговоре с председателем Комитета начальников штабов ВС США Чарльзом Брауном признал, что удар был запланирован задолго до согласия администрации Байдена разрешить Украине применять американские ракеты для ударов по территории России.
В ходе атаки по Днепру, по словам Путина, «в боевых условиях было проведено испытание одной из новейших российских ракетных систем средней дальности». Российский президент заявил, что «Россия будет заранее информировать мирное население в случае испытаний таких систем».
Путин заявил, что применение «Орешника» стало и ответом на «агрессивные действия НАТО», такими как «планы США по производству и размещению ракет средней и меньшей дальности».
Путин заявил, что США, «цепляясь за мировую гегемонию», «толкают мир к глобальному конфликту». При этом Путин заявил, что Россия «считает себя вправе применять оружие против объектов тех стран, которые позволяют использовать свое оружие против российских объектов». Путин также заявил, что будет «решительно и зеркально отвечать на эскалацию».
Пресс-секретарь президента России Дмитрий Песков вначале утверждал, что «РФ не направляла заранее уведомление США или другим странам о применении „Орешника“, так как таких обязательств нет», но уже через час заявил о том, что «за 30 минут до пуска „Орешника“ Россия отправила США уведомление в автоматическом режиме по линии центра по уменьшению ядерной опасности».

### Украина
Вечером 21 ноября 2024 года президент Украины Владимир Зеленский, комментируя выступление Путина, заявил, что Путин признал, что он сделал уже второй за этот год шаг к эскалации войны, применив новую баллистическую ракету по Днепру — одному из крупнейших городов Украины. Первым таким шагом Зеленский назвал привлечение войск КНДР к войне против Украины — контингента не менее 11 тысяч солдат. Зеленский заявил, что российского президента «надо остановить. Путин должен чувствовать, чего стоят его больные амбиции», отметив что на шаги Путина по эскалации российско-украинской войны «сейчас сильной реакции мира нет».

### Мировая общественность
Президент Сербии Александар Вучич заявил, что «хорошо знает Путина», утверждая что российский президент «не блефует» в своих угрозах применить ядерное оружие, призвав Россию и Украину к перемирию.

## Оценки
Существует мнение, что целью атаки по Днепру с применением баллистической ракеты была иллюстрация новой ядерной доктрины РФ.
Российский телеграм-канал Fighterbomber отмечал, что этот удар мог быть первым «в истории человечества» боевым применением межконтинентальных баллистических ракет.
Военный обозреватель Би-би-си Илья Абишев назвал примечательным сам факт того, что Россия использовала стратегическое оружие — пусть и в неядерном варианте — в ходе боевых действий, которые российская власть официально называет «специальной военной операцией». При этом Абишев отмечал, что применение столь дорогостоящих и сложных в производстве ракет вряд ли оправданно чисто в военном отношении, однако тот факт, что такой удар был нанесён после разрешения западных партнёров Украины наносить по российской территории удары западными ракетами, указывал на готовность Москвы к дальнейшей эскалации.
Институт изучения войны отмечал, что риторика Путина в его заявлении от 21 ноября свидетельствует, что Москва непоследовательна в своих угрозах Западу и постоянно сдвигает свои «красные линии». Так, в институте отмечали, что Украина давно наносила удары по территориям, которые Россия объявила своими, включая аннексированный в 2014 году Крым, который Украина атаковала с помощью американских ATACMS и британских Storm Shadow с апреля 2023 года. В ISW отмечали, что хотя ранее Россия угрожала Западу за военную поддержку Украины, грозя возмездием за поставки реактивной артиллерии, танков, боевых самолётов, однако Россия никогда не реализовывали обещанного. При этом в ISW посчитали, что ни применение баллистической ракеты «Орешник», ни выступление Путина не свидетельствовали ни о значительном возрастании российского военного потенциала, ни о росте готовности Москвы использовать ядерное оружие.